# سید ابراهیم امین‌السید
سید ابراهیم امین‌السید (عربی: إبراهیم أمین السید؛ زاده ۱۹۶۰) سیاستمدار، روحانی شیعه لبنانی و رئیس شورای سیاسی حزب‌الله لبنان است. با توجه به نقش او در حزب‌الله، آمریکا، تحریم‌هایی اقتصادی علیه او اعمال کرده است.